# Lyulka AL-31
Il Ljul'ka AL-31, oggi anche conosciuto come Saturn AL-31, è un motore turboventola di origine sovietica ancora in produzione in Russia. Venne progettato dall'ufficio tecnico di Archip Michajlovič Ljul'ka, oggi facente capo alla NPO Saturn, appositamente per il caccia intercettore Sukhoi Su-27. Oggi equipaggia quasi tutti i derivati del Flanker ed il caccia multiruolo Chengdu J-10 cinese.
Questo propulsore sviluppa una spinta di 123 kN in postcombustione nella versione AL-31F (il suffisso F indica la parola forsaž, postcombustore appunto), 137 kN nella versione AL-31FM (AL-35F) e 142 kN nella versione AL-37FU.
Sia l'AL-31FP sia l'AL-37FU sono dotati di spinta vettorizzabile. Il primo di questi venne adottato dal Sukhoi Su-30MKI per l'Aviazione indiana, mentre il secondo sul Sukhoi Su-37 e sul Su-47 Berkut. Lo AL-37FU può deviare l'ugello di scarico di ±15° ad una velocità di 30° al secondo. La spinta vettorizzabile è utilizzata primariamente sul piano di beccheggio.
Il Ljul'ka AL-31 ha la reputazione di essere estremamente tollerante nei confronti di flussi d'aria molto disturbati. I motori del Su-27 possono essere scambiati tra il sinistro ed il destro. Il tempo medio per un'ispezione è di mille ore, mentre la vita operativa è di tremila ore.
Alcuni rapporti suggerirebbero che la Russia avrebbe voluto offrire il Ljul'ka AL-31F all'Iran per rimotorizzare, sostituendo gli originali Pratt & Whitney TF30, la vecchia flotta di Grumman F-14 Tomcat verso la fine degli anni novanta.